# Западный Нарбон
За́падный Нарбо́н (фр. Narbonne-Ouest) — кантон во Франции, находится в регионе Лангедок — Руссильон, департамент Од. Входит в состав округа Нарбон.
Код INSEE кантона — 1133. Всего в кантон Западный Нарбон входят 9 коммун, из них главной коммуной является Нарбон.

## Коммуны кантона
| Коммуна             | Население, чел. (1999) | Почтовый индекс | Код INSEE |
| ------------------- | ---------------------- | --------------- | --------- |
| Бизане              | 1 082                  | 11200           | 11040     |
| Вильдень            | 463                    | 11200           | 11421     |
| Кане                | 1 072                  | 11200           | 11067     |
| Маркориньян         | 1 068                  | 11120           | 11217     |
| Монредон-де-Корбьер | 904                    | 11100           | 11255     |
| Муссан              | 1 174                  | 11120           | 11258     |
| Нарбон              | 46 510                 | 11100           | 11262     |
| Невьян              | 1 087                  | 11200           | 11200     |
| Рессак-д’Од         | 238                    | 11200           | 11307     |

## Население
Население кантона на 1999 год составляло 21 459 человек.
| 1962 | 1968 | 1975 | 1982 | 1990 | 1999   | 2006 | 2007 |
| ---- | ---- | ---- | ---- | ---- | ------ | ---- | ---- |
| -    | -    | -    | -    | -    | 21 459 | -    | -    |